# 洋脊 (佛罗里达州)
洋脊（英語：Ocean Ridge），是美国佛罗里达州下属的一座城镇。建立于1931年。面积约 为5.2平方公里（约合2平方英里）。根据2010年美国人口普查，该市有人口1,541人。论人口在本州排行第 307。